# Xanthoparmelia crassilobata
Xanthoparmelia crassilobata är en lavart som beskrevs av Hale. Xanthoparmelia crassilobata ingår i släktet Xanthoparmelia och familjen Parmeliaceae.   Inga underarter finns listade i Catalogue of Life.